# Crotalaria newtoniana
Crotalaria newtoniana är en ärtväxtart som beskrevs av Antonio Rocha da Torre. Crotalaria newtoniana ingår i släktet sunnhampor, och familjen ärtväxter. Inga underarter finns listade i Catalogue of Life.